# Pingstförsamlingen i Åbo
Pingstförsamlingen i Åbo (Turun helluntaiseurakunta) är en pingstförsamling i Åbo i Finland. Församlingen grundades 1921.

## Föreståndare
- 1925–1926: F. A. Estlander
- 1926–1928: Väinö Pfaler
- 1929–1930: Evert Carlsson
- 1930–1932: Carl Forsberg
- 1953–1954: Rafael Öhberg
- Heikki Lahti
- –2011: Taisto Toivola
- 2012→ Pekka Havupalo